# Cosaques de Transbaïkalie

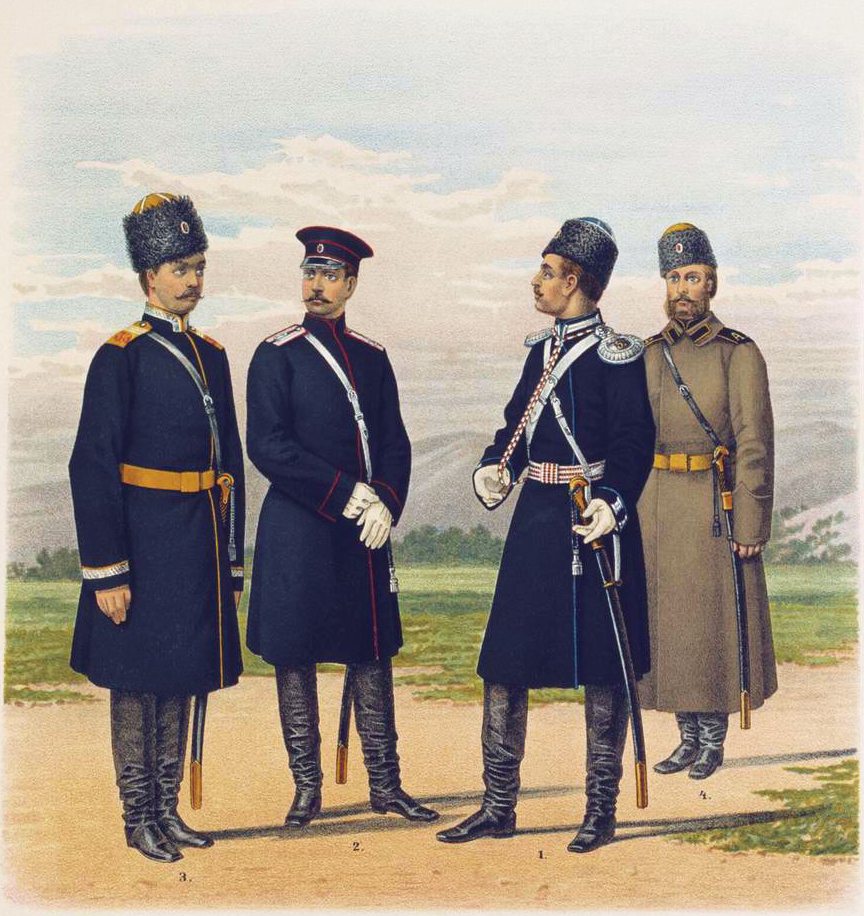
1 et 2) Officiers supérieurs des cosaques d’Orenbourg et de Sémirétchié (au centre), 3) sous-officier des cosaques de Transbaïkalie (à gauche) et 4) cosaque de l’Amour. 1892.

Les cosaques de Transbaïkalie (en russe : Забайка́льские казаки́) ou l’armée cosaque de Transbaïkalie (Забайка́льское каза́чье во́йско) est une communauté cosaque de l’Empire russe située en Transbaïkalie. Elle date du XVIIe siècle et exista jusqu’à la révolution russe. L’état-major était situé à Tchita.

## Couleurs
Les cosaques de Transbaïkalie portent traditionnellement des bandes de pantalon, des pattes d’épaule et des casquettes à bandeaux jaunes sur un uniforme vert foncé.

## Unités militaires
- 1er régiment cosaque de Nertchinsk
- 1er régiment de Verkhneoudinsk
- 1er régiment de Tchita
- 1er régiment de l’Argoun
- 1re batterie cosaque de Transbaïkalie
- 2e batterie cosaque de Transbaïkalie
- Escorte cosaque du détachement russe à Pékin

## Étendard
L’étendard cosaque aux couleurs de l’armée représentait un mandylion et portait le texte « Съ нами Богъ » (Dieu avec nous).

## Histoire

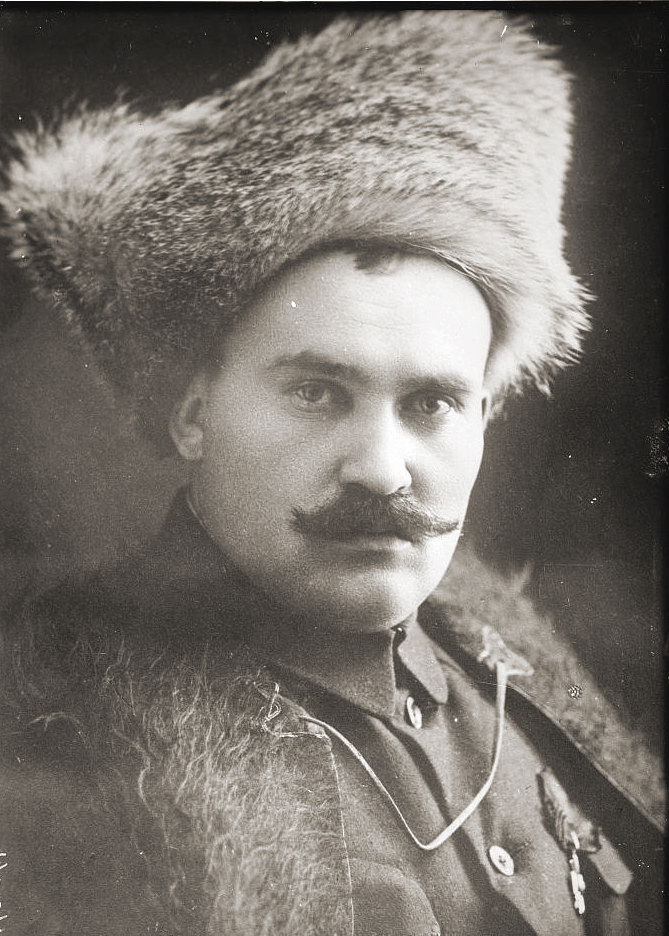
Grigori Semenov

La présence de cosaque en Transbaïkalie remonte au XVIIe siècle. En 1654 ils fondèrent la ville de Nertchinsk. En 1851 l’armée des cosaques de Transbaïkalie fut officiellement reconnue par un décret impérial et chargée de garder la frontière avec la Chine.
En 1858 une partie des cosaques de Transbaïkalie se sépare pour former l’armée des cosaques du fleuve Amour.
Les cosaques de Transbaïkalie participent à la répression de la révolte des Boxers, à la guerre russo-japonaise ainsi qu’à la Première Guerre mondiale.
Durant la guerre civile russe les cosaques de Transbaïkalie, sous le commandement de Grigori Semenov et Roman von Ungern-Sternberg, s’engagent principalement du côté des armées blanches. À la suite de la victoire des bolchéviques les armées cosaques sont liquidées et les cosaques subissent une répression de la part du nouveau régime. De nombreux cosaques de Transbaïkalie émigrent en Mandchourie puis, après la Seconde Guerre mondiale, certains s’établissent en Australie (Queensland) où une communauté cosaque existe encore au XXIe siècle,.

## Reformation

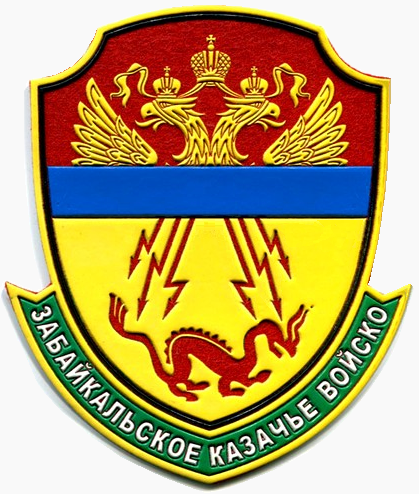
Insigne des cosaques de Transbaïkalie reconnus par la fédération de Russie.

Après la chute du système soviétique les cosaques de la fédération de Russie reconstituent leur unités traditionnelles. En 2010 Sergueï Bobrov est élu ataman des cosaques de Transbaïkalie, qui fêtent en 2011 leurs 160 ans d'existence.